# Ilex clethriflora
Ilex clethriflora är en järneksväxtart som beskrevs av S. Andrews. Ilex clethriflora ingår i släktet järnekar, och familjen järneksväxter. Inga underarter finns listade i Catalogue of Life.